# Дицаско
Дица̀ско (на италиански: Dizzasco; на ломбардски: Dizzasch, Дицаск) е село и община в Северна Италия, провинция Комо, регион Ломбардия. Разположено е на 506 m надморска височина. Населението на общината е 619 души (към 2017 г.).